# Bistum Kongolo
Das Bistum Kongolo (lat.: Dioecesis Kongoloensis, frz.: Diocèse de Kongolo) ist eine in der Demokratischen Republik Kongo gelegene römisch-katholische Diözese mit Sitz in Kongolo.

## Geschichte
Das Bistum Kongolo wurde am 30. Juni 1911 durch Papst Pius X. aus Gebietsabtretungen des Apostolischen Vikariates Léopoldville als Apostolische Präfektur Nord-Katanga errichtet. Die Apostolische Präfektur Nord-Katanga wurde am 18. Juni 1935 durch Papst Pius XI. mit der Apostolischen Konstitution Digna sane zum Apostolischen Vikariat erhoben. Am 8. März 1951 wurde das Apostolische Vikariat Nord-Katanga in Apostolisches Vikariat Kongolo umbenannt. Das Apostolische Vikariat Kongolo gab am 23. April 1956 Teile seines Territoriums zur Gründung des Apostolischen Vikariates Kindu ab.
Am 10. November 1959 wurde das Apostolische Vikariat Kongolo durch Papst Johannes XXIII. mit der Apostolischen Konstitution Cum parvulum zum Bistum erhoben und dem Erzbistum Lubumbashi als Suffraganbistum unterstellt. Das Bistum Kongolo gab am 24. April 1971 Teile seines Territoriums zur Gründung des Bistums Manono ab.

## Ordinarien

### Apostolische Präfekten von Nord-Katanga
- Emilio Callewaert CSSp, 1912–1922
- Luigi Lempereur CSSp, 1922–1930
- Georges Joseph Haezaert CSSp, 1931–1935

### Apostolische Vikare von Nord-Katanga
- Georges Joseph Haezaert CSSp, 1935–1949
- Gustave Joseph Bouve CSSp, 1950–1951

### Apostolische Vikare von Kongolo
- Gustave Joseph Bouve CSSp, 1951–1959

### Bischöfe von Kongolo
- Gustave Joseph Bouve CSSp, 1959–1970
- Jérôme Nday Kanyangu Lukundwe, 1971–2007
- Oscar Ngoy wa Mpanga CSSp, seit 2007